# The Clock (filme de 2010)
The Clock é uma instalação de arte do videoartista suíço-americano Christian Marclay. Trata-se de um filme de 24 horas exibido em looping, sendo composto por montagens de cenas de filmes e programas de televisão que mostram relógios ou referências a horários. A própria obra de arte funciona como relógio: sua apresentação é sincronizada com o tempo real e, consequentemente, os horários exibidos são equivalentes aos verdadeiros.
Marclay desenvolveu o conceito de The Clock enquanto trabalhava com a obra Screen Play, de 2005. Com apoio da galeria White Cube, de Londres, ele reuniu um grupo para encontrar o material de vídeo, que foi editado por três anos. A obra foi elogiada pela crítica, vencendo o Leão de Ouro na Bienal de Veneza de 2011. As seis edições do filme foram adquiridas por grandes instituições, permitindo que o trabalho fosse visto por um vasto público.

## Conteúdo

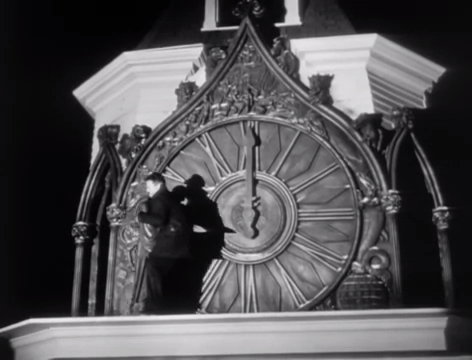
O clímax do filme The Stranger, de Orson Welles, aparece à meia-noite.

Após a meia-noite, as personagens vão a bares e bebem. Alguns buscam momentos íntimos; outros ficam irritados ao serem acordados pelo telefone. Durante a madrugada, as personagens estão, em geral, sozinhas ou dormindo. Entre as três e as cinco horas da madrugada, ocorrem várias sequências oníricas. Por volta das sete da manhã, as personagens são mostradas acordando. Das nove ao meio-dia, comem café-da-manhã e fazem sexo matinal. Com a tarde chegando, uma sequência de cenas de ação é exibida, terminando com o badalar dos sinos de High Noon. À tarde, o andamento do vídeo desacelera rapidamente.
Entre as quatro e cinco da tarde, dá-se importância ao transporte, com personagens viajando em aviões, trens e automóveis. Às seis, pessoas jantam e tiroteios ocorrem. À noite, vão a festas. Por volta das vinte horas, começam as apresentações de orquestras e peças teatrais. À proporção que se aproxima a meia-noite, as personagens vão se agitando, tendo ataques de cólera e pedindo que execuções sejam suspensas. Violinos gritantes vão intensificando o momento. À meia-noite, exibe-se o empalamento de Orson Welles em uma torre de relógio, ao fim de The Stranger; o Big Ben, que aparece neste filme, explode em V for Vendetta.

## Produção

### Concepção
The Clock foi concebido em 2005, enquanto Marclay trabalhava na obra Screen Play. Ele notou que precisava de uma maneira com a qual os músicos ficariam sincronizados com o vídeo. Um assistente no Centro de Arte e Tecnologia Eyebeam trouxe-lhe cenas de relógios, e Marclay começou a imaginar se era possível encontrar cenas de cada minuto do dia. Ele guardou a ideia em segredo por vários anos, temendo que o conceito fosse roubado. Em 2007, após sua parceira Lydia Yee aceitar um cargo no Barbican Centre, Marclay se mudou de Nova York para Londres. Lá, propôs o filme à galeria White Cube, incerto da viabilidade do projeto. Ele obteve um orçamento de mais de 100 mil dólares, fornecido em parte pela Paula Cooper Gallery.

### Desenvolvimento
Planejou-se que os primeiros meses de trabalho serviriam para provar que Marclay poderia encontrar material suficiente para alcançar seu objetivo. A White Cube o ajudou a reunir um time de seis pessoas que assistiriam a DVDs e copiariam cenas com relógios ou menções de tempo. Por vezes, o próprio Marclay não conhecia as obras de fonte. Foram usados programas da Google para gravar e procurar clipes. Com o aumento do material de vídeo, Marclay pôde começar a trabalhar nas transições entre cenas. Usando o programa Final Cut Pro, ele uniu clipes, padronizou os formatos de vídeo e suavizou o áudio. Ele citou as "transições bizarras" do artista Bruce Conner como influências em sua edição. Marclay desejava incluir mais cenas estranhas e melodramáticas, mas ficou preocupado com o possível cansaço gerado após muito tempo de exibição. Por isto, focou em momentos incidentais; Paul Anton Smith, seu assistente-chefe, explicou que Marclay queria mostrar cenas que fossem "banais e simples, mas visualmente interessantes". Um assistente que focou muito em cenas violentas foi demitido, e os que sobraram começaram a se especializar em gêneros particulares.
Após seis meses, Marclay mostrou à White Cube várias sequências estendidas, confiante de que, afinal, seria capaz de finalizar o projeto. Os vídeos começaram a ocupar muito espaço, então foram usados dois Power Mac G5, com as cenas dividias de acordo com o momento do dia. Marclay organizou os arquivos em relação às horas, que se tornaram espécies de capítulos para ele. A cada pasta de horário era proposto um tema, permitindo a formação de narrativas distintas. Ele passou três anos editando e unindo as cenas. Parte do material não utilizado em The Clock acabou fazendo parte da obra performática Everyday, de 2012.
Em 2010, Marclay contratou Quentin Chiappetta, engenheiro de som com que trabalhara antes, para colaborar no áudio de The Clock. Ele enviou diversos arquivos em disco para Chiappetta, que equalizaria a trilha sonora do filme. Devido à sua experiência como DJ, Marclay não queria utilizar fades simples entre as cenas. Ele foi ao MediaNoise, estúdio de Chiappetta em Williamsburg, Brooklyn, onde os dois trabalharam na trilha sonora usando Pro Tools. Em alguns casos, foram criados novos áudios para as cenas. Durante a primeira semana de exibição de The Clock, Marclay continuou a consertar erros de continuidade e a trabalhar no áudio. O produto final usava cerca de 12 mil clipes. Devido ao tamanho do filme, Marclay pediu que o professor Mick Grierson criasse um programa que executasse faixas de áudio e de vídeo separadamente, sincronizadas com o tempo real. O programa continua funcionando enquanto o local de exibição está fechado, de modo a manter a sincronia.

## Lançamento
Marclay fez seis edições de The Clock, além de duas provas de artista. Cinco cópias foram destinadas à venda por 467.500 dólares cada, e a última foi vendida ao investidor Steven A. Cohen por um valor não revelado. Com um dia de projeção de The Clock, a White Club recebeu diversas ofertas de museus, alguns adquirindo cópias em conjunto. A venda foi uma das maiores da videoarte e de todo o mercado primário de arte. A edição cuja posse é dos colecionadores Jill e Peter Kraus, de Nova York, é um presente prometido ao Museu de Arte Moderna de Nova York. Em 2011, Steve Tisch empenhou o dinheiro necessário para comprar a obra para o Museu de Arte do Condado de Los Angeles. Um mês depois, a Galeria Nacional do Canadá e o Museu de Belas Artes de Boston anunciaram a aquisição de outra cópia. Em fevereiro de 2012, a união entre o Tate, de Londres, o Centro Pompidou, de Paris, e o Museu de Israel, de Jerusalém, comprou mais uma edição da obra.

### Exibição
Marclay originalmente pensou em fazer de The Clock uma obra de arte pública. Entretanto, dificuldades com luz e som tornaram a ideia impraticável. Marclay deu aos museus especificações para as salas de exibição. Ele queria que o vídeo fosse projetado sobre uma tela de de 6,4 m por 3,7 m, numa sala com sofás brancos da IKEA. A exibição da obra tornou-se uma fonte de conflito entre Marclay e alguns museus. The Art Newspaper relatou que o diretor do Museu de Arte do Condado de Los Angeles, Michael Govan, queria projetar o filme sobre o museu, embora este tenha negado que a obra seria exibida em ambiente externo. Marclay não aprovou outras locações de exibição sugeridas pela Tate e pelo Museu de Belas Artes de Boston. Para assegurar que o filme completo seria exibido, ele exigiu que os museus concordassem em ficar abertos por 24 horas em algum momento da projeção.
The Clock estreou em 15 de outubro de 2010, na galeria da White Cube, no centro de Londres. Desde então, a obra atraiu milhares de visitantes e obteve sucesso para além dos mecenas de arte. A Galeria Paula Cooper o exibiu no início de 2011, atraindo 11,5 mil visitantes em um mês. Em 2012, o Lincoln Center o projetou para 18 mil pessoas em seis semanas. O MoMa promoveu amplamente sua exibição, com uma discoteca silenciosa, uma celebração de Ano Novo e uma conta no Twitter. A exibição, que durou um mês, atraiu 40 mil pessoas.

### Direitos autorais
Quando começou a fazer The Clock, Marclay esperava que os direitos autorais não seriam um obstáculo considerável, teorizando que "se você faz algo bom e interessante, e que não ridiculariza ninguém, nem é ofensivo, os criadores da arte original vão gostar [do resultado]." Ele não obteve liberações de direitos autorais para nenhum dos filmes utilizados e afirmou que, embora o uso fosse ilegal, "a maioria [das pessoas] o consideraria como fair use." Devido ao status de direitos autorais do filme, ao invés de cobrar por bilhetes separados, os museus ofereceram a projeção como parte de sua exposição geral.

## Recepção
The Clock foi descrito como "viciante" e "hipnotizante". The Guardian o chamou de "uma obra-prima dos nossos tempos". Chris Petit elogiou sua "implacabilidade à beira da histeria, a direção antinarrativa", e o conceito simples, comentando que ele mesmo queria ter tido a ideia do filme. Na New York Review of Books, Zadie Smith afirmou que The Clock "não é nem ruim nem bom, mas sublime, talvez o melhor filme que você já viu". A Newsweek classificou Marclay como um dos artistas mais importantes da atualidade. Ele foi incluído na Time 100 de 2012.
Na Bienal de Veneza de 2011, Marclay foi reconhecido como o melhor artista da exibição oficial, vencendo o Leão de Ouro por The Clock. Ao aceitar o prêmio, Marclay evocou Andy Warhol, agradecendo ao júri "por dar a The Clock seus quinze minutos". O filme também ganhou na categoria de "Melhor Edição" no Boston Society of Film Critics Awards de 2011.

### Interpretações
The Clock tem seu enredo construído principalmente através de tomadas de corte. Uma tomada que indica tempo é seguida por uma tomada de reação, mostrando a resposta emocional de uma personagem - usualmente, medo, ansiedade ou tédio. Chris Petit observou que o impacto de ações repetidas sem contexto "vem como algo incrivelmente bizarro". A sequência imerge a audiência no fluxo de The Clock, fazendo com que experienciem um efeito isoladamente hipnótico.
Marclay via The Clock como um memento mori. Diferentemente do escapismo oferecido pelo cinema comum, The Clock chama atenção para quanto tempo o público passa assistindo a um filme. Ao passar mais tempo com o filme, atores reaparecem em vários pontos de suas carreiras. Para explicitar mais este tema, Marclay incluiu símbolos de tempo e morte em tomadas de transição. Entre esses estão ocasos, flores murchas e cigarros acesos, sendo estes descritos como "o símbolo temporal do século XX", uma versão moderna das velas acesas. Marclay também utilizou cenas com toca-discos e discos de vinil, não só como uma representação da "captura do tempo, a tentativa de segurá-lo", mas também como uma autorreferência aos seus trabalhos anteriores que utilizaram vinil.

### Relação com outras obras
Várias incursões anteriores de Marclay à videoarte influenciaram The Clock. Seu filme Telephones, de 1995, cria uma narrativa a partir de clipes de filmes hollywoodianos em que personagens utilizam telefones; assim, Marclay formava uma ligação entre suas artes de vídeo e de som, e a estrutura descontínua da obra foi um modelo para The Clock. Telephones usava um telefone em vários níveis diferentes, cada um reencenado por múltiplos filmes, de maneira semelhante às sequências de The Clock em que o ato de dormir ou acordar é demonstrado por uma personagem após a outra. Em seu filme Up and Out, de 1998, Marclay combina vídeos de Blowup, de Michelangelo Antonioni, com áudios de Blow Out, de Brian De Palma. Isto foi um experimento preliminar com o efeito de sincronização, em que os espectadores tentam naturalmente encontrar interseções entre as duas obras, desenvolvendo o estilo de edição empregado por Marclay em The Clock. Sua instalação Video Quartet, de 2002, é um vídeo de 13 minutos com quatro telas contínuas que exibem cenas de filmes comerciais; dela, resulta a associação de sons e imagens coincidentes que serviu como referência para a sincronicidade de The Clock.
The Clock foi visto como uma extensão de compilações semelhantes, especialmente as de Christoph Girardet. Phoenix Tapes, de 1999, uma colaboração entre Giardet e Matthias Müller, é composto por cenas de filmes de Alfred Hitchcock. Os vídeos são agrupados de maneira a ilustrar as técnicas e os temas de Hitchcock. Para chamar atenção à apropriação intelectual que cometem, Girardet e Müller usam fitas de VHS de baixa qualidade. Marclay faz algo diferente, buscando replicar as produções hollywoodianas com vídeo de alta qualidade, produção de som e razões de imagem padronizados. 60 Seconds (analog), obra de Giardet de 2003, é um filme de 60 segundos que deve ser projetado em looping; nele, são exibidas 60 fotos rápidas mostrando relógios contando os segundos. Giardet pretendia mostrar o quão intercambiável podia ser o material cinematográfico. Müller descreveu 60 Seconds como "uma versão simplificadamente conceitual e minimalista" de The Clock. Em 2005,  Étienne Chambaud apresentou L'Horloge, obra computacional que mostra o tempo usando imagens de relógios em filmes. O uso feito por Chambaud de fotogramas dá a L'Horloge um passo mais lento e regular, enquanto The Clock flerta com o ritmo dos filmes comerciais.

## Exibições

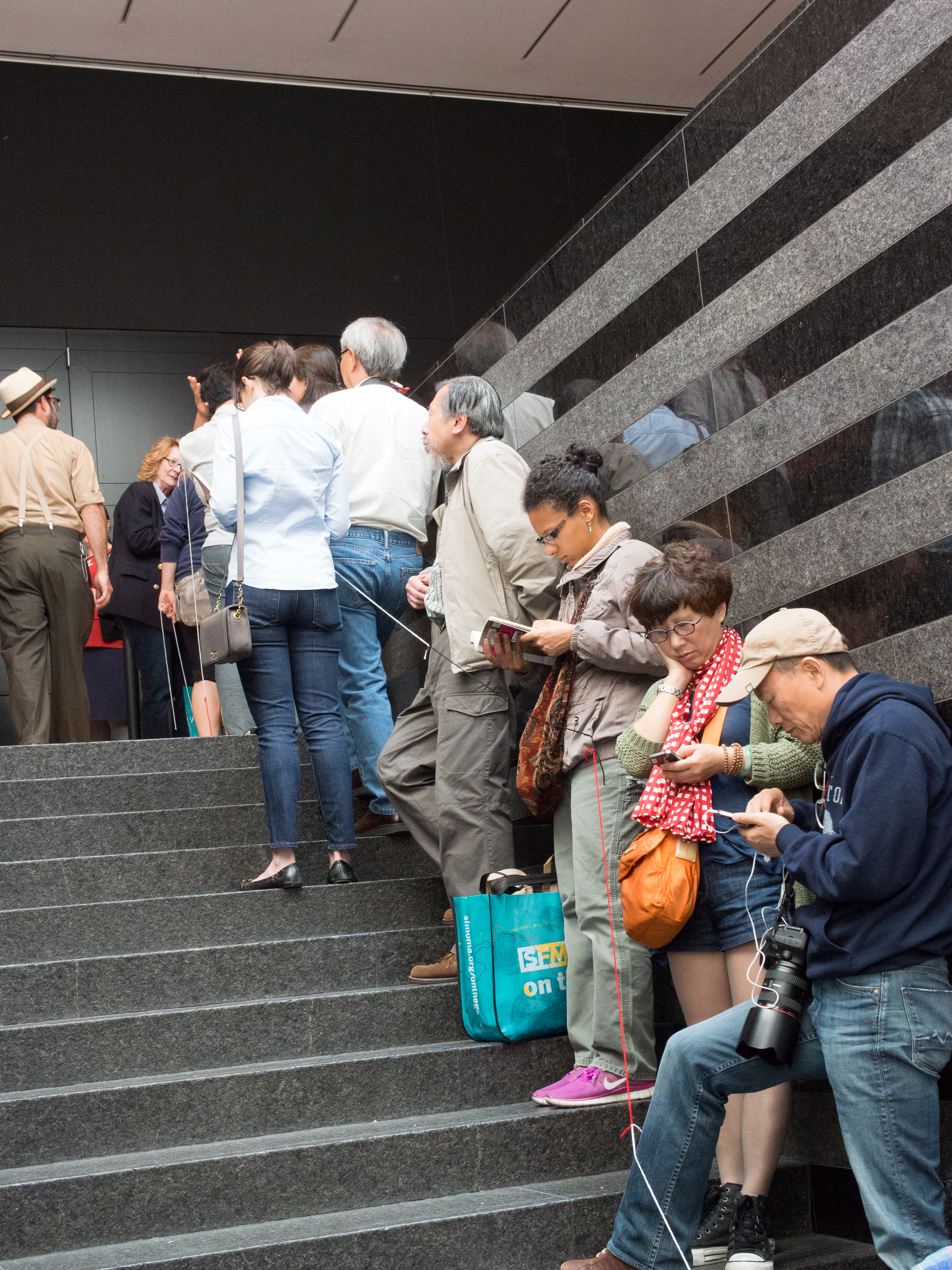
Fila para ver The Clock no Museu de Arte Moderna de São Francisco em 2013.

- De 15 de outubro a 13 de novembro de 2010 – White Cube, Londres, Inglaterra[42]
- De 21 de janeiro a 19 de fevereiro de 2011 – Galeria Paula Cooper, Nova York, Nova York, EUA[43]
- De 16 de fevereiro a 17 de abril de 2011 – Galeria Hayward, Londres, Inglaterra[2]
- De 20 de maio a 31 de julho de 2011 – Museu de Arte do Condado de Los Angeles, Los Angeles, Califórnia, EUA[44]
- De 4 de junho a 27 de novembro de 2011 – Corderie dell'Arsenale, Bienal de Veneza, Itália[45]
- De 6 de agosto a 6 de novembro de 2011 – Museu de Arte de Yokohama, Yokohama, Japão[46]
- De 23 de agosto a 20 de outubro de 2011 – Museu de Israel, Jerusalém[47]
- De 3 de setembro a 5 de setembro de 2011 – Centro Pompidou, Paris[48]
- De 16 setembro a 31 de dezembro de 2011 – Museu de Belas Artes, Boston, Massachusetts, EUA[49]
- De 30 de março a 6 de agosto de 2012 – Galeria Nacional do Canadá, Ottawa, Ontário, Canadá[50]
- De 29 de março a 3 de junho de 2012 – Museu de Arte Contemporânea da Austrália, Sydney, Austrália[51]
- De 13 de julho a 1 de agosto 2012 – Lincoln Center, Nova York, Nova York, EUA[52]
- De 24 de agosto a 9 de setembro de 2012 – Museu de Belas Artes, Zurique, Suíça[53][54]
- De 21 de setembro a 25 de novembro de 2012 – Centro de Arte Contemporânea Power Plant, Toronto, Ontário, Canadá[55]
- De 21 de dezembro de 2012 a 21 de janeiro 2013 – MoMA, Nova York, Nova York, EUA[56]
- De 27 de janeiro a 7 de abril de 2013 – Wexner Center for the Arts, Columbus, Ohio, EUA[57]
- De 6 de abril a 2 de junho de 2013 – Museu de Arte Moderna de São Francisco, São Francisco, California, EUA[58]
- De 11 de outubro de 2013 a 5 de janeiro de 2014 – Galeria de Arte de Winnipeg, Winnipeg, Manitoba, Canadá[59]
- De 9 de maio a 25 de maio de 2014 – SALT, Istambul, Turquia[60]
- De 14 de junho a 25 de agosto de 2014 – Centro de Arte Walker, Mineápolis, Minnesota, EUA[61]
- De 13 de fevereiro a 12 de abril de 2015 – Galeria de Arte de Alberta, Edmonton, Alberta, Canadá[62]
- De 5 de março a 19 de abril de 2015 – Centro Cultural de Belém, Lisboa, Portugal[63]
- De 5 de julho a 7 de setembro de 2015 – Museu de Arte do Condado de Los Angeles, Los Angeles, Califórnia, EUA[64]
- De 17 de setembro de 2016 a 29 de janeiro de 2017 - Museu de Belas Artes, Boston, Massachusetts, EUA[65]
- De 10 de novembro de 2016 a 4 de dezembro de 2016 - Centro de Arte Contemporânea, Nova Orleans, EUA[66]
- De 1 de junho a 3 de setembro de 2017 - Copenhagen Contemporary, Copenhague, Dinamarca[67]
- De 20 de setembro a 19 de novembro de 2017 - Instituto Moreira Salles, São Paulo, Brasil[68]